# Sergio Tirado Ledesma

## Biografía
Es el segundo hijo de Luis Tirado Coló y María del Socorro Ledesma Rico y nieto del Coronel Ezequiel N. Tirado. 
Participó como extra en la película The Sun Also Rises (Fiesta, 1957) filmada en Morelia por Henry King y protagonizada por Ava Gardner y Tyrone Power.
Sus primeros estudios los realizó en Morelia, estudió la carrera de Ingeniero Civil en la Universidad Michoacana de San Nicolás de Hidalgo, presentando la Tesis Profesional "Métodos de Análisis de Algunos Fenómenos Transitorios en Hidráulica", en 1970, además de graduarse como el mejor pasante de su generación 1963-1967, reconocido por el presidente de México, Lic. Gustavo Díaz Ordaz. 
Entre 1968 a 1970, trabajó directamente para el general Lázaro Cárdenas del Río realizando obra en el Rancho Galeana (comedor, canales, potreros y caminos), y en la ciudad de Apatzingán (Glorieta monumento a Lázaro Cárdenas), además fue  proyectista en la Comisión del Río Balsas (SARH).
Realizó estudios de posgrado en la Universidad de Karlsruhe Universität Karlsruhe (TH) en Alemania, donde hizo amistad con grandes ingenieros de su época como: Hunter Rouse (1906-1996), John F. Kennedy (1933–1991) y Enzo O. Macagno (1914-2012) de la Universidad de Iowa, Ven Te Chow (1914-1981) de la Universidad de Illinois, Hans Albert Einstein (1904-1973) de la Universidad de California en Berkeley y Eduard Naudascher (1929-2012) de la Universidad de Karlsruhe, este último adoptándolo como un hijo.
En 1973, Sergio Tirado visitó varias instalaciones federales en los Estados Unidos con motivos científicos, con previa solicitud de los ingenieros Hunter Rouse y John F. Kennedy, a la Agencia Central de Inteligencia y otras instituciones gubernamentales. 
A su regreso a México, se incorporó como profesor investigador de tiempo completo en la Universidad Michoacana de San Nicolás de Hidalgo, donde fue Coordinador de la Investigación Científica de la Universidad, colaborando con los Rectores: Melchor Díaz Rubio, Luis Pita Cornejo y Genovevo Figueroa Zamudio; Además de apoyar al Ing. David Hernández Huéramo, en la planeación del Laboratorio de Hidráulica, el Ing. Tirado diseñó varios modelos para prácticas, conocimiento adquirido en el Institut Für Hydromechanik, Universidad Técnica Superior de Karlsruhe de Alemania.
Continuó su estudios de Maestría y Doctorado en Ingeniería Hidráulica, en la Facultad de Ingeniería de la UNAM, donde fue invitado como profesor investigador en 1977, donde ha ocupado varios puestos como secretario académico de la División de Estudios de Posgrado, en dos períodos Jefe de la División de Ciencias Sociales y Humanidades, coordinador de cursos en la División de Educación Continua y director general de la Feria Internacional del Libro del Palacio de Minería.
La hidráulica experimental, las plantas hidroeléctricas, el ahorro de energía, las metodologías para los estudios de impacto ambiental en infraestructura, han sido algunas de las líneas de investigación desarrolladas por el Maestro Sergio Tirado Ledesma; asimismo, muchos de sus esfuerzos se han orientado hacia la formación sociohumanística de los ingenieros. Dentro de sus investigaciones se encuentran: "Componentes y equipamientos de pequeñas centrales hidroeléctricas", "La formación de los ingenieros en el ahorro y uso eficiente de la energía y en las manifestaciones de impacto ambiental", por citar algunas.
Actualmente, labora como profesor investigador "C" de tiempo completo definitivo en la Facultad de Ingeniería de la Universidad Nacional Autónoma de México y participa activamente en conferencias y congresos nacionales e internacionales en temas de recursos y necesidades de México, ética profesional y catástrofes naturales por el cambio climático, donde ha participado con Gerardo Ferrando Bravo, Javier Jiménez Espriú, Alberto Moreno Bonett y Enrique Jiménez Espriú. 
Imparte asignaturas en el área de ciencias sociales y de humanidades que forman parte de los planes de estudio de todas las carreras. Además, coordinó las actividades artísticas y culturales que se ofrecen a la comunidad de la Facultad, siendo titular de la Jefatura de la División de Ciencias Sociales y Humanidades durante varios años, donde sostiene que: La formación integral del estudiante de ingeniería requiere de un sólido bagaje cultural y amplios conocimientos de la realidad nacional, que le permitan una correcta aplicación de sus capacidades, habilidades y actitudes en beneficio de la sociedad.
Entre sus familiares destacan su hermano Luis Tirado Ledesma, Magistrado del Supremo Tribunal de Justicia y fundador del Instituto Federal Electoral; su abuelo el coronel Ezequiel N. Tirado; Claudio N. Tirado, gobernador de Puebla; José de Jesús Tirado y Pedraza, Arzobispo de Monterrey.

## Distinciones
- Premio como mejor pasante en la carrera de Ingeniería Civil, generación 1963- 1967 de la Universidad Michoacana de San Nicolás de Hidalgo.
- Becado por la fundación Ford para realizar estudios de Maestría en Hidráulica en la División de Estudios de Postgrado de la Facultad de Ingeniería, UNAM, 1968-1969.
- Becado por la Universidad Michoacana de San Nicolás de Hidalgo y el Consejo Nacional de Ciencia y Tecnología para realizar estudios del posgrado en Hidromecánica en la Universidad Técnica Superior de Karlsruhe, República Federal de Alemania, 1971-1973.
- Becado por la República Federal de Alemania a través del servicio de Intercambio Académico Alemán, 1972- 1973.
- Becado por la Comisión del Plan Nacional de Hidráulica de la SARH, para realizar estudios de Doctorado en hidráulica en la División de Estudios de Postgrado, Facultad de Ingeniería, UNAM, 1977-1979.
- Invitado por el Parlamento Europeo y por la Comisión de las Comunidades Europeas, a través de la Delegación en México de la Unión Europea (UE), 1993.
- Invitación a formar parte del Directorio Nacional de Maestros de Excelencia de la SEP, 1996.
- Invitación a formar parte del acervo de Recursos de Instituciones de Educación Superior, UNAM, desde 1996.
- Invitación de la Dirección General de Intercambio Académico para participar en las actividades de intercambio de la UNAM con las Instituciones de Educación Superior del País, desde 1996.
- Condecoración como ex Director General de la Feria Internacional del Libro por Juan Ramón de la Fuente, Rector de la UNAM y el Dr. Reyes Tamez Guerra, Secretario de Educación Pública 2005.

## Publicaciones
- Métodos de análisis de algunos fenómenos transitorios en la Hidráulica.
- Proyecto y dimensionamiento de vertedores en embudo.
- Proyecto para la creación del Instituto Nacional de Hidráulica.
- Cámaras de oscilación de sección uniforma y diferencial.
- Planeación de la educación en México.
- Análisis crítico sobre el diseño de equipo auxiliar en plantas hidroeléctricas, 1982.
- Reglamento General de Constituciones para el Estado de Michoacán.
- Revista del Colegio de Ingenieros Civiles de Michoacán.
- Manual de Prácticas de Laboratorio de Hidráulica.
- Publicación de la memoria de primer ciclo de conferencias sobre filosofía, ciencia y tecnología, 1984.
- Revista de Ingeniería de la Facultad de Ingeniería de la UNAM.
- Revisión Técnica de la versión española del libro “Hidráulica Básica”. Autor Andrew L. Simon.
- Elaboración del documento denominado “Propuestas de la División de Ciencias Sociales y Humanidades de la Facultad de Ingeniería.
- Minicentral Hidroeléctrica, 1988.
- Minicentrales Eléctricas como alternativa energética, 1988.
- Pequeñas Centrales Hidroeléctricas, 1990.
- Ensayo sobre “La Facultad de Ingeniería”. Funciones esenciales: Docencia, Investigación y Extensión Universitaria en 1995.
- El medio ambiente y el Ingeniero, 1995.
- El estudio para la formación de Ingenieros en el ahorro y uso eficiente de la Energía, 1994-1996.
- Metodologías para los estudios de Impacto Ambiental, 1994-1996.
- Hidráulica Experimental, 1998.
- Antología para la asignatura de Recursos y Necesidades de México, 1994-1996.
- La Contaminación Ambiental, 1996- 1997.
- El Papel de los Recursos Hidráulicos en el Clima Mundial, 1998-1999.
- Antología de Ética Profesional, 1999.
- Propuesta de un Plan de Trabajo para la Facultad de Ingeniería, 1999.

## Cargos honorarios
- Coordinador de la Investigación Científica de la Universidad Michoacana de San Nicolás de Hidalgo, 1974-1977.
- Presidente del Colegio de Ingenieros Civiles de Michoacán, 1974-1980.
- Presidente de la Sociedad de Profesores de la Facultad de Ingeniería Civil, UMSNH, 1974-1976.
- Secretario de la Asociación Mexicana de Hidráulica en la coordinación de Michoacán, 1974-1976.
- Secretario del Comité Ejecutivo de la Asociación Mexicana de Hidráulica, 1981- 1985.
- Miembro del Subcomité de Planeación de la División de Estudios de Post grado de la Facultad de Ingeniería, UNAM, 1981-1983.
- Consejero Editorial de Revista Ingeniería, UNAM, 1983-1987.
- Miembro del Colegio de Ingenieros Civiles de México.
- Miembro de Número de la Sociedad Mexicana de Geografía y Estadística
- Director de la Feria Internacional del Libro del Palacio de Minería, 1987-1993.
- Miembro de la Comisión para la Cooperación Ambiental, CCA, CEC, CCE.
- Miembro de Fundación UNAM.
- Miembro Fundador de la Academia Mexicana de Ciencias, Artes, Tecnología y Humanidades A.C.